# 김준삼
김준삼(1967년 ~ )은 대한민국의 배우 겸 연출가이다.

## 학력
- 액터스스튜디오드라마스쿨 예술학 석사
- 고려대학교 대학원 석사
- 고려대학교 영문학 학사

## 출연작

### 드라마
- 《마성의 기쁨》 (2018년, MBN) - 켄트 역

### 연극
배우
- 《의자고치는 여인》
- 《이혈》
- 《나무물고기》
- 《이혈》
- 《벤트》
- 《거짓말 게임》
- 《실비아》
- 《햄릿Q1》
- 《나처럼 해봐》
- 《폭풍의 언덕》
- 《케렐》
- 《정화된 자들》
- 《무게없는 부피》
- 《잠 못 이루는 밤에》
- 《오장군의 발톱》
- 《자전거》

연출
- 《5필리어》
- 《꽃샘추위》
- 《실비아》
- 《스탑 키스》

### 뮤지컬
- 《한 여름밤의 꿈》

## 저서
- 《배우, 시간여행자》
- 《배우적 상상력으로 희곡읽기》
- 《메소드 연기로 가는 길》

## 수상
- 2014년 제3회 대한민국 셰익스피어 어워즈 연기상